# Günther von Mannagetta und Lërchenau Beck
Günther von Mannagetta und Lërchenau Beck (Bratislava (antiga Pressburg), 25 de agosto de 1856 – Praga, 23 de junho de 1931) foi um botânico alemão.
Foi diretor do departamento de botânica do Museu de História Natural de Viena. Foi igualmente professor da Universidade de Viena e da Universidade de Praga de 1899 a 1921.

## Publicações
- Flora von Niederösterreich (1890-1893) ;
- Die Vegetationsverhältnisse der illyrischen Länder begreifend Südkroatien, die Quarnero-Inseln, Dalmatien, Bosnien und die Hercegovina, Montenegro, Nordalbanien, den Sandzak Novipazar und Serbien (1901) ;
- Hilfsbuch für Pflanzensammler (1902) ;
- Flora Bosne, Hercegovine i Novipazarskog Sandzaka (três volumes, 1903-1927) ;
- Grundriß der Naturgeschichte des Pflanzenreiches, (1908).

Também contribuiui em "Die natürlichen Pflanzenfamilien: Orobanchaceae" (1895) editado por Heinrich Gustav Adolf Engler (1844-1930) e por Karl Anton Eugen Prantl (1849-1893).
Beck também participou da revisão das plantas carnívoras do gênero Nepenthes,.